# Maja Osojnik

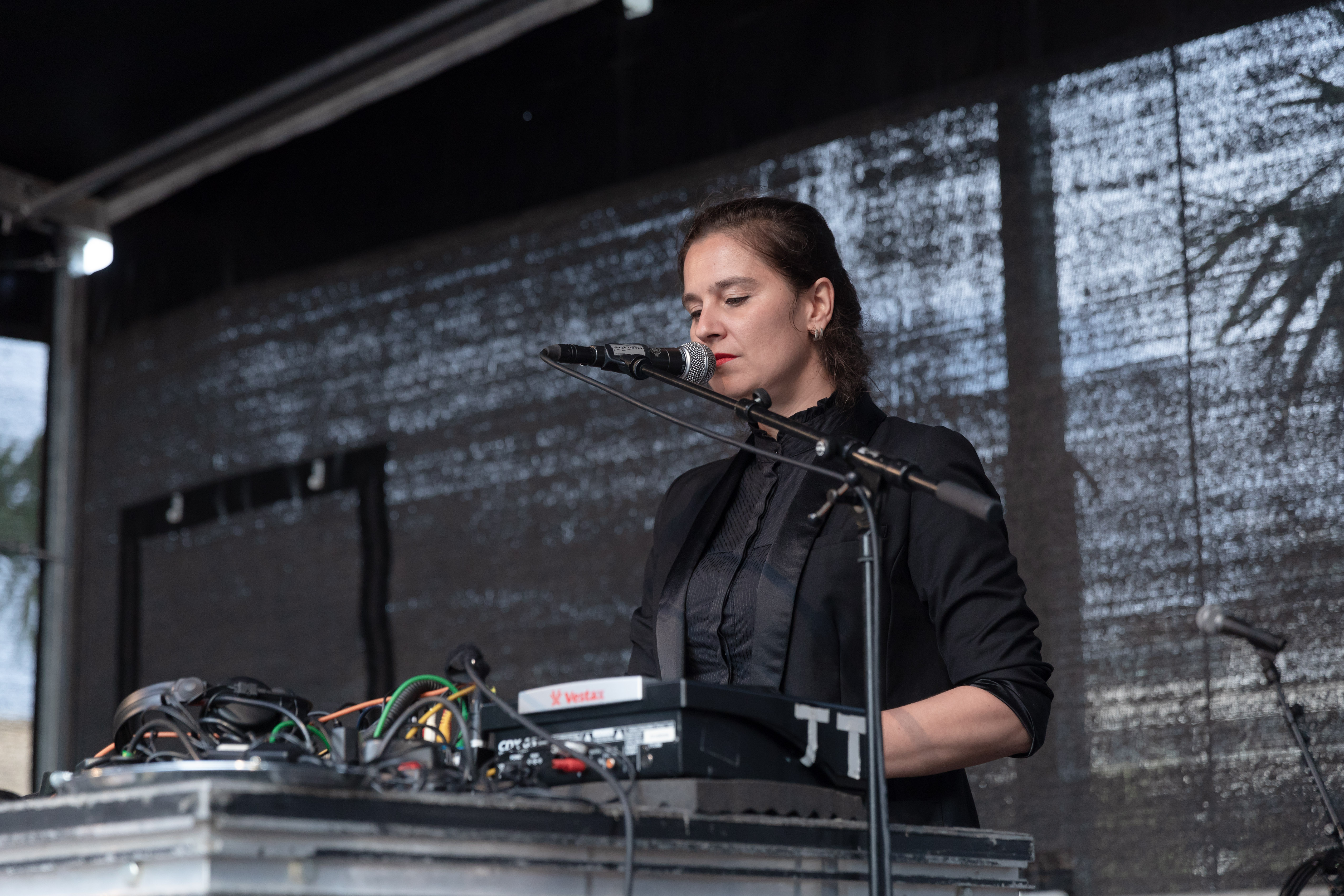
Maja Osojnik (2018)

Maja Osojnik (* 1976 in Kranj, Jugoslawien) ist eine slowenische Sängerin, Flötistin und Komponistin. In ihrem Œuvre verbindet sie, oft auf experimentelle Weise, Neue Musik, Volksmusik, Jazz und Elektronische Musik.

## Leben

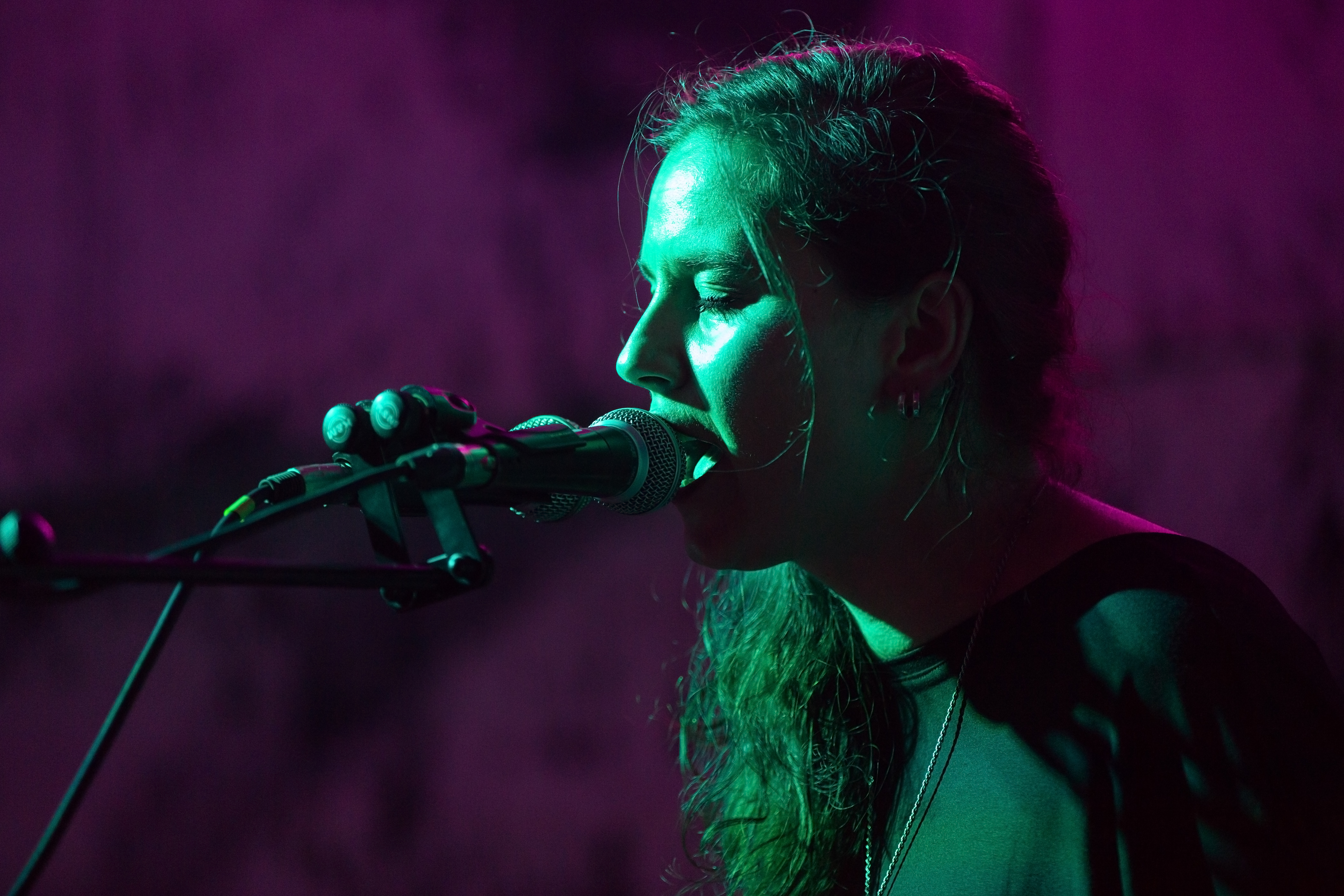
Maja Osojnik (2016)

Aufgewachsen in Slowenien, lebt Osojnik seit Mitte der 1990er-Jahre in Wien. Von 1995 bis 2003 studierte sie Blockflöte an der Universität für Musik und darstellende Kunst Wien. Neben der Konzert- und Meisterausbildung für Blockflöte studierte sie von 2002 bis 2003 Gesang. Von 2005 bis 2007 folgte ein Studium für Jazzgesang an der Konservatorium Wien Privatuniversität bei Ines Reiger.
2003 war sie Gründungsmitglied des Low Frequency Orchestra, einem Ensemble für zeitgenössische improvisierte und komponierte Musik, das sich auch Experimenten wie der Vertonung eines Bilderzyklus von Robert Lettner widmet. Auch leitet sie das Maja Osojnik Quartett bzw. die Maja Osojnik Band. 
Mit einer Auftragskomposition eröffnete sie 2015 das Jazzfestival Saalfelden; 2016 präsentierte sie ihr erstes Solo-Programm Let Them Grow auf dem Moers Festival. Im Duo Rdeča Raketa improvisiert sie mit  Matija Schellander mit elektronischen und analogen Klangquellen, Field Recordings, Beats, Spoken Word und bei den Donaueschinger Musiktagen 2019 auch mit der Videokunst von Billy Roisz. Weitere Projekte mit Osojniks Beteiligung und unterschiedlichen musikalischen Ausrichtungen sind unter anderem die Bands und Ensembles Broken.Heart.Collector, Plenum, FruFru, Subshrubs, das Ensemble Mikado – unter anderem mit gemeinsamen Projekten mit den Strottern. Für das österreichische Filmdrama Einer von uns von Stephan Richter aus dem Jahr 2015 schuf sie die Filmmusik gemeinsam mit Matija Schellander.

## Auszeichnungen und Stipendien
- 1990: 1. Preis in der Kategorie Kammermusik des XIX. Musikwettbewerbes von Slowenien mit Camerata Carniola
- 1990: Stipendium der internationalen Theaterschule Antwerpen (Belgien)
- 1995–2000: Stipendium des slowenischen Kulturministeriums
- 2000: 3. Platz des „Gradus ad Parnassum“-Wettbewerbs (Österreich) in der Kategorie Blockflöte solo und Spezialpreis für die Komposition Ancor 2000
- 2000: Meisterklassen-Stipendium von „Amherst international“ (Boston, USA)
- 2001: Stipendium des österreichischen Bundesministeriums für Unterricht, Kunst und Kultur
- 2004: 1. Preis der IYAP-EM in Antwerpen mit dem Ensemble Mikado
- 2005: „Voices“-Award des Jazz Fest Wien
- 2007: „SKE Publicity Preis“ (Soziale und kulturelle Einrichtungen der austro mechana) mit dem Low Frequency Orchestra
- 2008: Artist of the year der Jeunesse
- 2009: Stipendium für Komposition des österreichischen Bundesministeriums für Unterricht, Kunst und Kultur
- 2010: MiA-Award in der Kategorie Kunst und Kultur[4]
- 2014: Dar Artist Residency Stipendium A.I.R. in Litauen
- 2014: Jahresstipendium SKE - FONDS AUSTRIA
- 2014: Förderpreis für die Komposition Stadt Wien

## Diskografie (Auswahl)
- oblaki so rdeči – die wolken sind rot, Maja Osojnik Quartett (2007), label Jazzwerkstatt Records
- S, Low Frequency Orchestra (2008), label Einklang records
- Can She Excuse?, Ensemble Mikado (2008), label Gramola
- Born is the babe – Christmas Music and Songs from the Renaissance, Ensemble Mikado (2009), label Gramola
- Črne Vode - Black Waters - Schwarze Wasser, Maja Osojnik Band (2010), label: viennese soulfood records
- old girl, old boy, Rdeča Raketa (2010), label Mosz
- MOLE, Low Frequency Orchestra & Wolfgang Mitterer (2010), labels: chamfu nocords & freistil
- Broken.Heart.Collector, Broken.Heart.Collector (2011), Kooperation zwischen den Labels: Discorporate Rec.(DE), Rock is Hell rec.(A), Interstellar rec.(A), Japan: Moorwork rec.
- Wir Werden, Rdeča Raketa (2013), label: God records
- L'Image de la Solitude n'est pas nette, Maja Osojnik (2013), label Early Morning Melody